# 日本バスケットボール推進協議会
一般社団法人日本バスケットボール推進協議会（にほんばすけっとぼーるすいしんきょうぎかい、）は、2016年に組織された、バスケットボールの振興を目的として組織された法人である。名称として英語名Japan Basketball Improvement Conference、略称JBICも用いる。
バスケットボールの元選手や指導者、日本バスケットボール協会(JBA)の役員経験者らによって構成されており、選手や日本代表の強化について経験者の立場から提言を行っている。特に、2015年以降JBAの中心的な役割を担っている川淵三郎や三屋裕子が、バスケットボールに関連の無い人物であることについて批判的な立場を取り、選手の強化などにバスケットボール界からの提言を受け入れるようJBAへ求めている。

## 沿革

### 設立まで
元バスケットボール日本代表選手らによって2013年9月に結成された「日本バスケットボール五輪会」を前身とする。
当時、バスケットボール日本代表は国際大会での成績が低迷し、また国内では男子のトップリーグが、プロチームと実業団が混在するNBLと、プロリーグのbjリーグの2つ存在する状態が続いていた。こうした状況に国際バスケットボール連盟(FIBA)は、JBAの運営能力を疑問視し、改善されなければJBAの資格を停止するという警告を発していた。資格が停止されると国際大会への出場ができなくなり、2016年のリオデジャネイロオリンピック、そして2020年に開催される東京オリンピック出場の道も断たれることが懸念されていた。
五輪会は2014年3月に記者会見を行い、男子トップリーグの完全プロ化などを提言する。前後して五輪会はJBAやNBL、bjリーグ、スポーツに関連する省庁の関係者と面会を重ねた。
しかし2014年末を迎えても状況は改善せず、FIBAは制裁を発動し、JBAの資格は停止されてしまう。またFIBAは、既存の組織では改革が実現できないと判断し、2015年1月に日本サッカー協会出身の川淵三郎らを中心とする「JAPAN2024タスクフォース」を設立、バスケットボール界の外部の人材による改革を行うことになった。五輪会は川淵らに面会を試みたが、実現しなかった。
その後タスクフォースによって、男子プロリーグであるBリーグの設立や選手強化の強化体制などの改革が行われ、2015年8月にFIBAは制裁を解除した。しかし五輪会は、この過程において登録料の値上げが行われたことなどに不満を抱いた。
五輪会は、このままバスケットボール関係者がいない状態でJBAの改革が進められることを不安視し、2016年2月に谷口正朋を会長とする一般社団法人「日本バスケットボール推進協議会」を発足、法人格を取得することによって立場を強めた上でJBAへの提言を行うことになった。

### 設立後の活動
社団法人となったJBICだったが、JBA外部の団体であることに変わりはなく、JBAはJBICの面会申し入れや提言を受け付けなかった。
JBAは会長に川淵を、副会長には元バレーボール選手の三屋裕子と、元体操選手の小野清子を選任。
2016年3月9日、JBAは会長の川淵が定年を迎えることによる会長人事に際して、三屋を昇格させる人事案を理事会で承認し、評議員会に諮ることになった。これに対しJBICは、決定の過程が不透明であるとしてJBAへ質問状を提出したが、JBAは回答しなかった。JBICは17日に記者会見を行い、JBIC理事でモントリオールオリンピック代表の桑田健秀を会長にするよう評議員に働きかけた。また6月20日には専務理事の候補に挙げられた田中道博にセクシャルハラスメントの疑惑があることを疑問視し、この点についてもJBAへ質問状を送ったが、これもJBAは回答しなかった。評議会は三屋の会長就任や田中の専務理事就任を含む人事案を承認した。
こうしたJBICの動きに対し、JAPAN2024タスクフォースの一員であるFIBAのインゴ・ヴァイスは2018年12月に来日した折、改革後のJBAの体制を評価する一方、JBICについては、誹謗中傷を行うばかりで対話に応じないと批判、谷口ら会員を「日本バスケの墓掘り役」という表現で非難した。
しかしJBA副会長でBリーグチェアマンの大河正明は、2019年4月にスポーツニッポンに寄せた手記の中で、JBICがFIBAに対しJBAの非難を続けていることを明かしている。

## 役員
前身がオリンピック出場経験を持つ選手の団体であり、役員には元日本代表の選手、コーチ経験者が名を連ねる。
| 役職     | 氏名       | 主な経歴                                          |
| -------- | ---------- | ------------------------------------------------- |
| 最高顧問 | 阿部敏一郎 | JBA元理事                                         |
| 最高顧問 | 武富邦中   | 東京オリンピックコーチ、JBA元専務理事             |
| 最高顧問 | 鎌田正司   | ローマオリンピック代表                            |
| 会長     | 谷口正朋   | ミュンヘンオリンピック代表                        |
| 副会長   | 加瀬正巳   | JBA元理事                                         |
| 副会長   | 原田茂     | 女子代表監督、JBA元理事                           |
| 幹事長   | 中村邦彦   | 東京オリンピック代表                              |
| 副幹事長 | 立花雅男   | JBA元理事                                         |
| 副幹事長 | 吉田正彦   | モントリオールオリンピック男子代表監督、JBA元理事 |
| 理事     | 綾木昭夫   | JBA元理事                                         |
| 理事     | 市川新二   | 代表選手                                          |
| 理事     | 今井孝男   | JBA元理事、国際審判員                             |
| 理事     | 榎本日出夫 | 女子代表監督                                      |
| 理事     | 大野加寿子 | モントリオールオリンピック代表                    |
| 理事     | 草階勇人   | JBL                                               |
| 理事     | 桑田健秀   | モントリオールオリンピック代表                    |
| 理事     | 中川千賀   | 代表選手                                          |
| 理事     | 松岡憲四郎 | JBA元理事                                         |